# Station Flixton
Flixton is een spoorwegstation van National Rail in Flixton, Trafford in Engeland. Het station is eigendom van Network Rail en wordt beheerd door Northern Rail. Het station is geopend in 1873.